# شين كوكين واكاشو
شين كوكين واكاشو (باليابانية: 新古今和歌集) أو اختصاراً شين كوكينشو (新古今集) وتعني حرفياً «المجموعة الجديدة من الأشعار القديمة والجديدة» هو ثامن سلسلة تتألف من 21 مجموعة من أشعار واكا الإمبراطورية اليابانية بدأت بتأليف كوكين واكاشو في عام 905. يعتبر شين كوكين واكاشو بالترافق مع مانيوشو وكوكينشو أحد أهم كتب الشعر الإمبراطورية في تاريخ الأدب الياباني. تم تأليفه في 1201 على يد الإمبراطور غو توبا الذي أسس مكتب للشعر في قصر نيجو بأحد عشر شاعر على رأسهم فوجيوارا تو يوشيتسونه لإجراء مسابقات في الشعر وتأليفه.